# Liste der Kulturdenkmäler in Spessart (Brohltal)
In der Liste der Kulturdenkmäler in Spessart sind alle Kulturdenkmäler der rheinland-pfälzischen Ortsgemeinde Spessart einschließlich der Ortsteile Hannebach, Heulingshof und Wollscheid aufgeführt. Grundlage ist die Denkmalliste des Landes Rheinland-Pfalz (Stand: 12. Juni 2023).

## Einzeldenkmäler
| Bezeichnung                      | Lage                                                                         | Baujahr         | Beschreibung                                                                    | Bild                                    |
| -------------------------------- | ---------------------------------------------------------------------------- | --------------- | ------------------------------------------------------------------------------- | --------------------------------------- |
| Wegekreuz                        | Spessart, Kempenicher Straße, bei Nr. 9 Lage                                 |                 | Wegekreuzfragment                                                               | Fotos hochladen                         |
| Wegekreuz                        | Spessart, Kempenischer Straße, Ecke Hannebacher Straße Lage                  |                 | Wegekreuz                                                                       | Fotos hochladen                         |
| Dorfgemeinschaftshaus            | Spessart, Mittelstraße 7 Lage                                                | 1893/94         | ehemalige Schule; eingeschossiger Tuffquaderbau, Krüppelwalmdach, 1893/94       | Fotos hochladen                         |
| Kapelle Zum Heiligen Kreuz       | Spessart, Mittelstraße 10 Lage                                               | 1792            | Saalbau, bezeichnet 1792                                                        | weitere Bilder Fotos hochladen          |
| Wegekreuz                        | Spessart, Ringstraße, gegenüber Nr. 101 Lage                                 | 1755            | Wegekreuz, Nischentyp, bezeichnet 1755                                          | Fotos hochladen                         |
| Wegekreuz                        | Spessart, Ringstraße, Ecke Kempenicher Straße Lage                           | 1629            | Wegekreuz, Nischentyp, bezeichnet 1629                                          | Fotos hochladen                         |
| Wegekreuz                        | Spessart, südlich des Ortes am Sportplatz Lage                               | 1733            | Wegekreuz, Nischentyp, bezeichnet 1733                                          | Fotos hochladen                         |
| Bildstock                        | Spessart, südlich des Ortes                                                  | 16. Jahrhundert | Bildstock, Stelentyp, wohl aus dem 16. Jahrhundert                              | Direkt Bild zu diesem Denkmal hochladen |
| Wegekreuz                        | Spessart, südlich des Ortes                                                  | 1732            | Wegekreuz, Nischentyp, bezeichnet 1732                                          | Direkt Bild zu diesem Denkmal hochladen |
| Wegekreuz                        | Spessart, südöstlich des Ortes                                               |                 | Wegekreuz, versetzt                                                             | Direkt Bild zu diesem Denkmal hochladen |
| Wegekreuz                        | Hannebach, bei Nr. 9 Lage                                                    | 1765            | Wegekreuz, Nischentyp, bezeichnet 1765                                          | Fotos hochladen                         |
| Bildstock                        | Hannebach, bei Nr. 19 Lage                                                   |                 | Bildstock, Stelenform                                                           | Fotos hochladen                         |
| Katholische Kapelle St. Hubertus | Hannebach, Nr. 61 Lage                                                       | 1660            | kleiner Saalbau, 1660, Chor im Kern wohl mittelalterlich                        | Fotos hochladen                         |
| Kapelle                          | Heulingshof, vor Nr. 2 Lage                                                  | 19. Jahrhundert | Basaltquader-Saalbau, 19. Jahrhundert; Wegekreuz, bezeichnet 1727               | Fotos hochladen                         |
| Brunnen                          | Heulingshof, gegenüber Nr. 3 Lage                                            | 19. Jahrhundert | Brunnenbecken, 19. Jahrhundert                                                  | Fotos hochladen                         |
| Grabkreuz                        | Heulingshof, bei Nr. 12 Lage                                                 | 18. Jahrhundert | Grabkreuz, 18. Jahrhundert                                                      | Fotos hochladen                         |
| Wegekreuz                        | Heulingshof, südlich des Ortes; Flur Auf dem Steinfeld Lage                  | 1715            | Wegekreuz, Nischentyp, bezeichnet 1715 (?)                                      | Fotos hochladen                         |
| Katholische Kapelle St. Maria    | Wollscheid 14 Lage                                                           | 1881            | Basaltquader-Saalbau, bezeichnet 1881; an der Apsis: Wegekreuz, bezeichnet 1727 | Fotos hochladen                         |
| Wegekreuz                        | Wollscheid, östlich des Ortes an der L 111; Distrikt In der Försterwies Lage |                 | Wegekreuz, wohl Grabkreuz                                                       | BW                                      |